# Maya Jane Coles

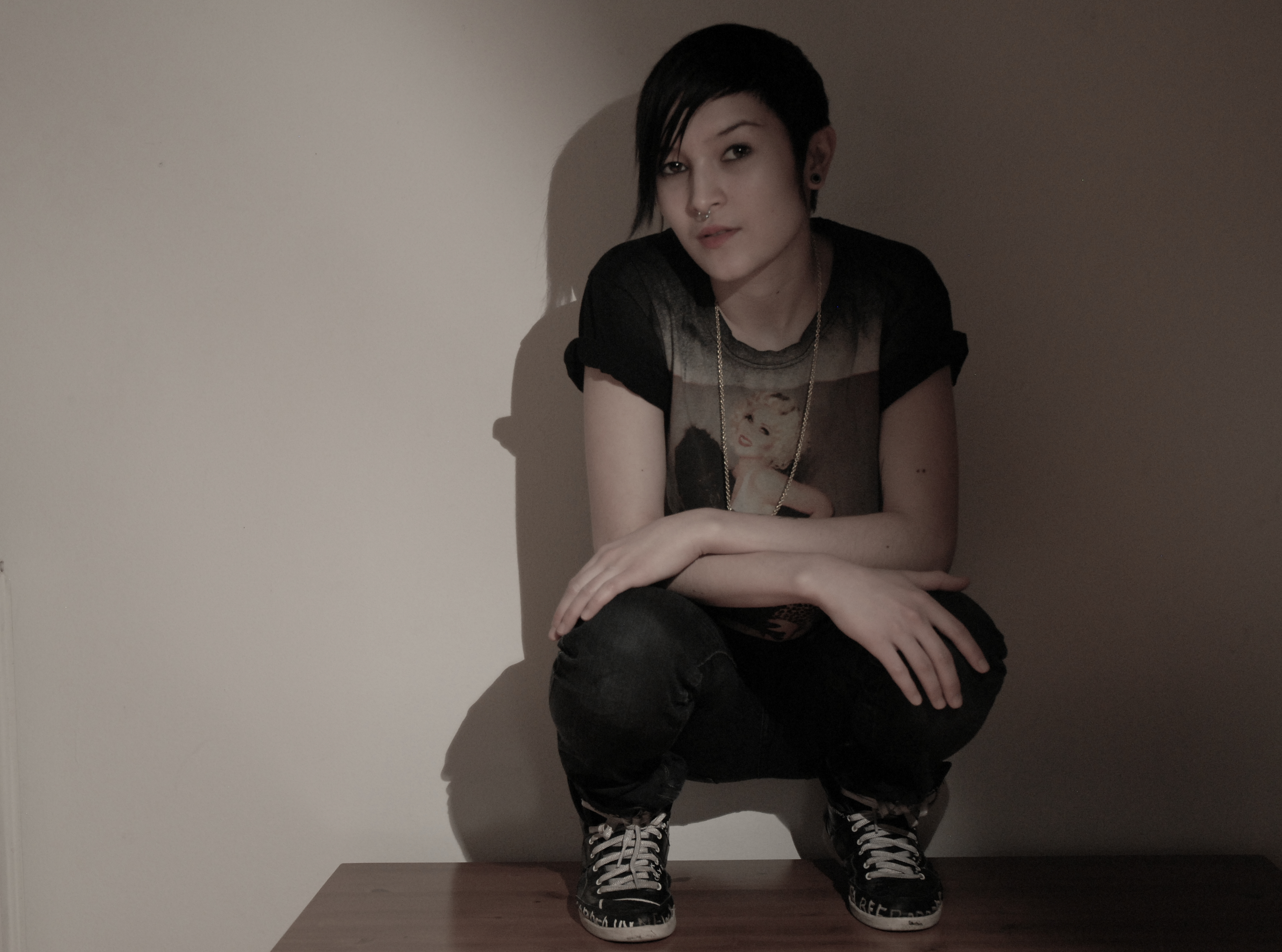
Maya Jane Coles

Maya Jane Coles (* 14. November 1988 in London) ist eine britische Musikproduzentin, Toningenieurin und DJ mit japanischer und britischer Herkunft. Unter ihrem richtigen Namen Coles komponiert und spielt sie hauptsächlich House-Musik, während sich ihr Alias Nocturnal Sunshine auf Dubstep spezialisiert hat. Sie bildet zusammen mit Lena Cullen das elektronische Dub-Duo She Is Danger.

## Debüt
Coles erklärte, in frühen Teenagerjahren habe sie die Leidenschaft für Musik entwickelt und im Alter von fünfzehn Jahren beschlossen zu lernen, wie man Musik mit dem Cubase-Computerprogramm produziert. Zuerst produzierte sie Hip-Hop und Trip-Hop. Ein paar Jahre später, 2008 und 2009, veröffentlichte sie ihre ersten beiden Tracks auf Dogmatik Records, die mehr House-Musik basiert waren.

## Durchbruch
Nachdem sie bereits Künstler wie Massive Attack und Gorillaz mit ihrem Duo She Is Danger geremixt hatte, hatte Coles ihren Durchbruch im Jahr 2010, als sie eine Vier-Track-EP auf Frank Roger's Label Real Tone Records veröffentlichte. Sie wurde dann vom DJ Mag als einer der besten Newcomer dieses Jahres gewürdigt, nachdem ihr Track What They Say von der gleichnamigen EP, einer der meistgespielten Tracks der DJs von Resident Advisor war.
Im Jahr 2011 tauchte sie auf den Titelseiten vieler Fachzeitschriften wie Mixmag auf und ihrem wachsenden Ruhm wurden neue Türen geöffnet, wie durch die BBC, die sie einlud ein Essential Mix ihrer eigenen Stücke aufzunehmen, welches später als Essential Mix  of the Year nominiert wurde. Später im gleichen Jahr, wurde sie als Bester Newcomer 2011 bei den Ibiza DJ Awards 2011 und kam auf Platz neun des jährlichen DJ-Ranking von Resident Advisor.
Im Jahr 2012 gewann Coles den 'Best House / Garage / Deep House'-Track bei der Miami Winter Music Conference 2012, den Staff Pick: Artist of the year 2011 bei den Beatport Awards, war für DJ Mag der Producer of the Year 2011, bei Mixmag Best Breakthrough DJ 2011, für FACT Female Artist 2011, und Symphonic Distribution's Artist Of The Year 2012.
Maya Jane Coles wurde etwas später zu Aufnahmen eines Mix für die DJ Kicks-Collection eingeladen. Die Aufnahmen, die sie im April des Jahres 2012 machte, erhielten bewundernde Rezeptionen in den Fachzeitschriften. Im November platzierte das Rolling Stone-Magazin Maya Jane Coles auf Rang fünfzehn der fünfundzwanzig einflussreichsten DJs der Welt.
Coles wurde 2013 erneut eingeladen, bei der BBC einen Essential Mix aufzunehmen. 2014 durfte sie die 75. Ausgabe der Compilationreihe des Londoner Labels Fabric mixen. Der Mix erschien am 21. April 2014.

## Diskografie

### Als Maya Jane Coles

#### Studioalben
- 2013: Comfort
- 2017: Take Flight

#### Kompilationen
- 2012: DJ-Kicks: Maya Jane Coles

#### Originale und EPs
| Jahr | Titel                      | Label                            | Bewertungen      |
| ---- | -------------------------- | -------------------------------- | ---------------- |
| 2008 | Sick Panda                 | Dogmatik Records                 |                  |
| 2009 | Monochrome EP              | Dogmatik Records                 |                  |
| 2009 | The Dazed EP               | 1TRAX                            |                  |
| 2009 | Not In My House EP         | 1TRAX                            |                  |
| 2010 | No Sympathy                | Elite Records                    |                  |
| 2010 | Bubbler EP                 | Loco Records Supreme             |                  |
| 2010 | What They Say              | Real Tone Records                | Resident Advisor |
| 2010 | Cool Down EP               | Dogmatik Records                 |                  |
| 2010 | Humming Bird EP            | Hypercolour                      |                  |
| 2011 | Beat Faster                | Mobilee                          |                  |
| 2011 | Focus Now                  | 20:20 Vision                     | Resident Advisor |
| 2011 | The Remixes                | Real Tone Records                |                  |
| 2011 | Dont Put Me In Your Box EP | Hypercolour                      | Resident Advisor |
| 2012 | Not Listening              | K7                               |                  |
| 2012 | Watcher                    | Dogmatik                         |                  |
| 2012 | Getting Freaky             | Heidi presents... Jackathon Jams |                  |
| 2012 | Easier To Hide             | I/AM/ME                          |                  |
| 2013 | Comfort                    | I/Am/Me                          |                  |

#### Remixe
| Jahr | Titel                                    | Interpret                | Label             |
| ---- | ---------------------------------------- | ------------------------ | ----------------- |
| 2008 | New System (Maya Jane Coles Remix)       | Chris Ibbot              | Dogmatik          |
| 2008 | Uncle Tech (Maya Jane Coles Remix)       | Todd Terry               | 1TRAX             |
| 2009 | Romanov's Boogie (Maya Jane Coles Remix) | The Sun Paulo            | Wisdom Records    |
| 2011 | Cicadas (Maya Jane Coles Remix)          | Tom Middleton            | Lo:Rise           |
| 2011 | Crash (Maya Jane Coles Remix)            | Fritz & Lang ft. Lizokot | Airdrop Records   |
| 2011 | Your Style (Maya Jane Coles Remix)       | Maceo Plex               | Cross Town Rebels |
| 2011 | O' So (Maya Jane Coles Remix)            | Inxec & Mark Chambers    | Leftroom Records  |
| 2011 | Next To You (Maya Jane Coles Remix)      | Marvin Zeyss             | Brown Eyed Boyz   |
| 2011 | City Life (Maya Jane Coles Remix)        | DJ T                     | Get Physical      |
| 2011 | Ritual Union (Maya Jane Coles Remix)     | Little Dragon            | Peacefrog         |
| 2011 | Time To Dance (Maya Jane Coles Remix)    | Tricky                   | Domino            |
| 2011 | Creeping (Maya Jane Coles Remix)         | 2:54                     | Fiction           |
| 2012 | Bring It Back' (Maya Jane Coles Remix)   | Franck Rodger            | Real Tone         |
| 2012 | Lost and Found (Maya Jane Coles Remix)   | Lianne La Havas          | Warners           |
| 2012 | She's On Fire (Maya Jane Coles Remix)    | Bo Saris                 | Bo Rush           |
| 2012 | Spectrum (Maya Jane Coles Remix)         | Florence & The Machine   | Island Records    |
| 2013 | Fiction (Maya Jane Coles Remix)          | The xx                   | Young Turks       |
| 2013 | So High (Maya Jane Coles Remix)          | Big Dope P               | Moveltraxx        |

### Als Nocturnal Sunshine

#### Originale
| Jahr | Titel                     | Label          | Bewertungen      |
| ---- | ------------------------- | -------------- | ---------------- |
| 2010 | Can't Hide the Way I Feel | LMD SkunkWorks | Resident Advisor |
| 2010 | Meant To Be               | !K7            |                  |

#### Remixe
| Jahr | Titel                                          | Interpret            | Label    |
| ---- | ---------------------------------------------- | -------------------- | -------- |
| 2010 | Not Your Teddy Bear (Nocturnal Sunshine Remix) | Backwords            | Elastica |
| 2011 | Ms Cooper (Nocturnal Sunshine Remix)           | Floyd Lavine ft. Mey | Polydor  |
| 2011 | Cocoon (Nocturnal Sunshine Remix)              | Alpines              | Polydor  |
| 2012 | Pixelated People (Nocturnal Sunshine Remix)    | Jess Mills           | Island   |

### Als She is Danger

#### Remixe
| Jahr | Titel                                    | Interpret      | Label          |
| ---- | ---------------------------------------- | -------------- | -------------- |
| 2009 | Under The Sheets (She is Danger Remix)   | Ellie Goulding | Polydor        |
| 2010 | Girl I Love You (She is Danger Remix)    | Massive Attack | Virgin Records |
| 2010 | Gangster (She is Danger Remix)           | Dreadzone      | Dubwiser       |
| 2010 | On Melancholy Hill (She is Danger Remix) | Gorillaz       | Parlophone     |
| 2010 | Doubt (She is Danger Remix)              | Delphic        | Polydor        |